# Mario Nascimbene
Mario Nascimbene (* 28. November 1913 in Mailand; † 6. Januar 2002 in Rom) war ein italienischer Komponist, der vor allem durch seine einfallsreichen und subtilen Filmmusiken für italienische Filme und Hollywood-Produktionen bekannt wurde.

## Leben
Nascimbene studierte am Conservatorio Giuseppe Verdi u. a. bei Ildebrando Pizzetti, wo er in Komposition sowie Orchesterleitung diplomierte. Er arbeitete zunächst an sinfonischen und Kammermusikstücken, schrieb Ballette und lyrische Arbeiten. 1941 erhielt er das Angebot, für Ferdinando Maria Poggiolis Film L'amore canta die Partitur zu entwerfen; er wurde innerhalb weniger Jahre aufgrund seiner Originalität und innovativen Einfälle zu einem der führenden Filmmusikkomponisten seines Heimatlandes. Er verwendete bis dahin für Filmarbeiten ungewöhnliche Instrumente wie Harfe und Mundharmonika und war der erste, der Uhrenticken, Fahrradklingeln und Schreibmaschinengeräusche einsetzte; eine Technik, die „Mixerama“ genannt wurde. Für Es geschah Punkt 11 von Giuseppe De Santis erhielt er 1952 ein Silbernes Band. Weitere Exemplare der Auszeichnung gewann er 1959 für Wilder Sommer von Valerio Zurlini und 1967 für Massimo Franciosas Pronto… c'è una certa Giuliana per te.
Auch Hollywood wurde auf die Fähigkeiten Nascimbenes aufmerksam und übertrug ihm die Musiken für Die barfüßige Gräfin 1954 sowie etliche Historienfilme (z. B. Die Wikinger (1958), Barabbas (1961)) und Psychodramen der 1950er bis frühen 1970er Jahre. Mit Roberto Rossellini arbeitete er in dessen Spätphase bei Fernseharbeiten wieder häufig zusammen. Mit den 1970er Jahren nahm die Intensität seiner Arbeit ab; neue Stile waren gefragt. Nach einem letzten Film, Blue Dolphin, krönte ein David di Donatello 1991 Nascimbenes Lebenswerk.

## Filmmusiken
- 1942: Una signora dell’Ovest
- 1951: Zorro, der Held (Il sogno di Zorro)
- 1951: O.K. Nero (O.K. Nerone)
- 1952: Es geschah Punkt 11 (Roma ore 11)
- 1953: Erste Liebe (L’età dell’amore)
- 1953: Liebe in der Stadt (Amore in città)
- 1953: Römischer Reigen (Villa Borghese)
- 1954: Angela, die Teufelin (Angela)
- 1954: Die barfüßige Gräfin (The Barefoot Contessa)
- 1954: Cose da pazzi
- 1954: Meine Lausejungs (Scuola elementare)
- 1954: Tage der Liebe (Giorni d’amore)
- 1955: Abenteuer der vier Musketiere (I cavalieri della regina)
- 1955: Geständnisse einer Frau (La vedova X)
- 1955: Hundert Jahre Liebe (Cento anni d’amore)
- 1955: Der Tod kam um Mitternacht (Operazione „notte“)
- 1955: Vier Herzen in Rom (Racconti romani)
- 1956: Alexander der Große (Alexander the Great)
- 1956: Frauen und Wölfe (Uomini e lupi)
- 1956: Ein Kind kommt ins Haus (Child in the House)
- 1956: Wundervolle bunte Welt (Questo mondo nostro)
- 1957: In einem anderen Land (A Farewell to Arms)
- 1957: Liebe und Geschwätz (Amore e chiacchiere)
- 1957: Vier Pfeifen Opium (The Quiet American)
- 1958: Der Weg nach oben (Room at the Top)
- 1958: Die Wikinger (The Vikings)
- 1959: Liebe als Alibi (Nel blu dipinto di blu)
- 1959: Salomon und die Königin von Saba (Solomon and the Queen of Sheba)
- 1959: Und zu leicht befunden (Morte di un amico)
- 1959: Wilder Sommer (L’estate violenta)
- 1960: Karthago in Flammen (Cartagine in fiamme)
- 1960: Die Mongolen (I mongoli)
- 1960: Romanoff und Julia (Romanoff and Juliet)
- 1960: Söhne und Liebhaber (Sons and Lovers)
- 1961: Die Bacchantinnen (Le baccanti)
- 1961: Barabbas (Barabbà)
- 1961: Degenduell (Lo spadaccino di Siena)
- 1961: Franz von Assisi (Francis of Assisi)
- 1961: Konstantin der Große (Costantino il grande)
- 1961: Licht auf der Piazza (Light in the Piazza)
- 1961: Liebe, Freiheit und Verrat (Legge di guerra)
- 1961: Das Mädchen mit dem leichten Gepäck (La ragazza con la valigia)
- 1961: Die schwarzen Reiter von Tula (I lancieri neri)
- 1961: Verwirrung (Il disordine)
- 1962: Axel Munthe – Der Arzt von San Michele
- 1962: Der goldene Pfeil (La freccia d’oro)
- 1962: Jessica
- 1962: Licht auf der Piazza (Light in the Piazza)
- 1962: Der Mann mit der Schärpe (Il cambio della guardia)
- 1962: Rendezvous in Madrid (The Happy Thieves)
- 1965: Dolche in der Kasbah (Where the Spies Are)
- 1965: Eine Million Jahre vor unserer Zeit (One Million Years BC)
- 1966: Unser Mann in Rio (Se tutte le donne del mondo)
- 1967: Doktor Faustus (Doctor Faustus)
- 1967: Jung, blond und tödlich (The Vengeance of She)
- 1968: Himmelfahrtskommando El Alamein (Commandos)
- 1969: Die Geschichte der Apostel (Atti degli apostoli)
- 1970: Als Dinosaurier die Erde beherrschten (When Dinosaurs Ruled the Earth)
- 1970: Die Mumie (Al-Mumiya)
- 1970: Sex vor sechs Millionen Jahren (Creatures the World Forgot)
- 1970: Sokrates (Socrate) (Fernsehfilm)
- 1971: Die Äneis (Eneide) (Fernseh-Miniserie)
- 1971: Blaise Pascal (Blaise Pascal) (Fernsehfilm)
- 1972: Oktober in Rimini (La prima notte di quiete)
- 1973: Descartes (Descartes)
- 1975: Der Messias (Il messia)